# Roche-en-Régnier
Roche-en-Régnier is een gemeente in het Franse departement Haute-Loire (regio Auvergne-Rhône-Alpes). De gemeente telt 469 inwoners (2005) en maakt deel uit van het arrondissement Le Puy-en-Velay.

## Geografie
De oppervlakte van Roche-en-Régnier bedraagt 27,3 km², de bevolkingsdichtheid is 17,2 inwoners per km².
De onderstaande kaart toont de ligging van Roche-en-Régnier met de belangrijkste infrastructuur en aangrenzende gemeenten.

## Demografie
Onderstaande figuur toont het verloop van het inwonertal (bron: INSEE-tellingen).